# عجل
العجل أو لحم عجل هو ابن البقرة وبعد مرور فترة زمنية يصبحوا أبقار أو ثيران .

## حياته
في أول شهر من عمره يزن 32-36 كغم، وفي نهاية الشهر التاسع يصل إلى 250-270 كغم.

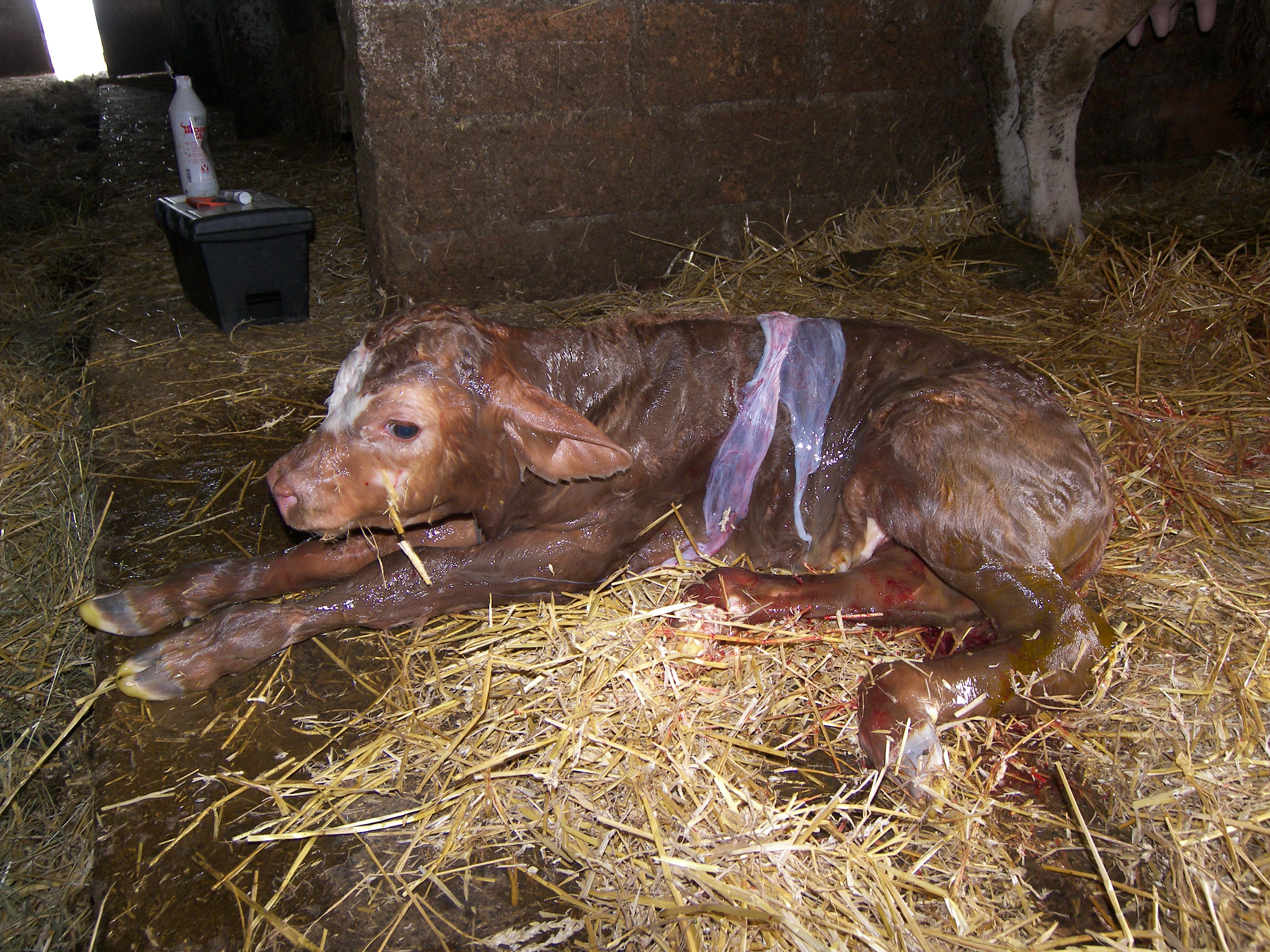
مولود عجل جديد

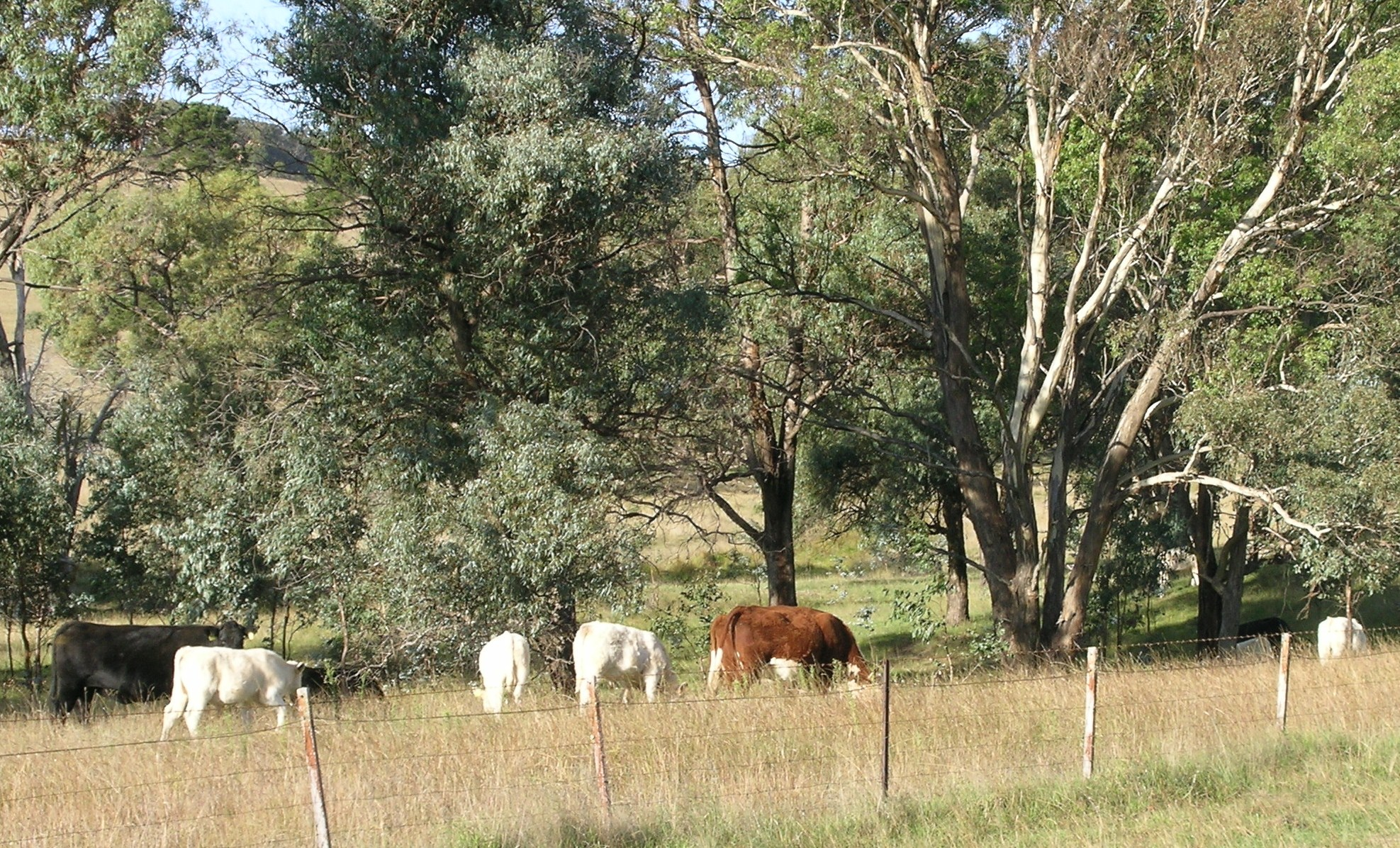
عجول مع أمهاتهم

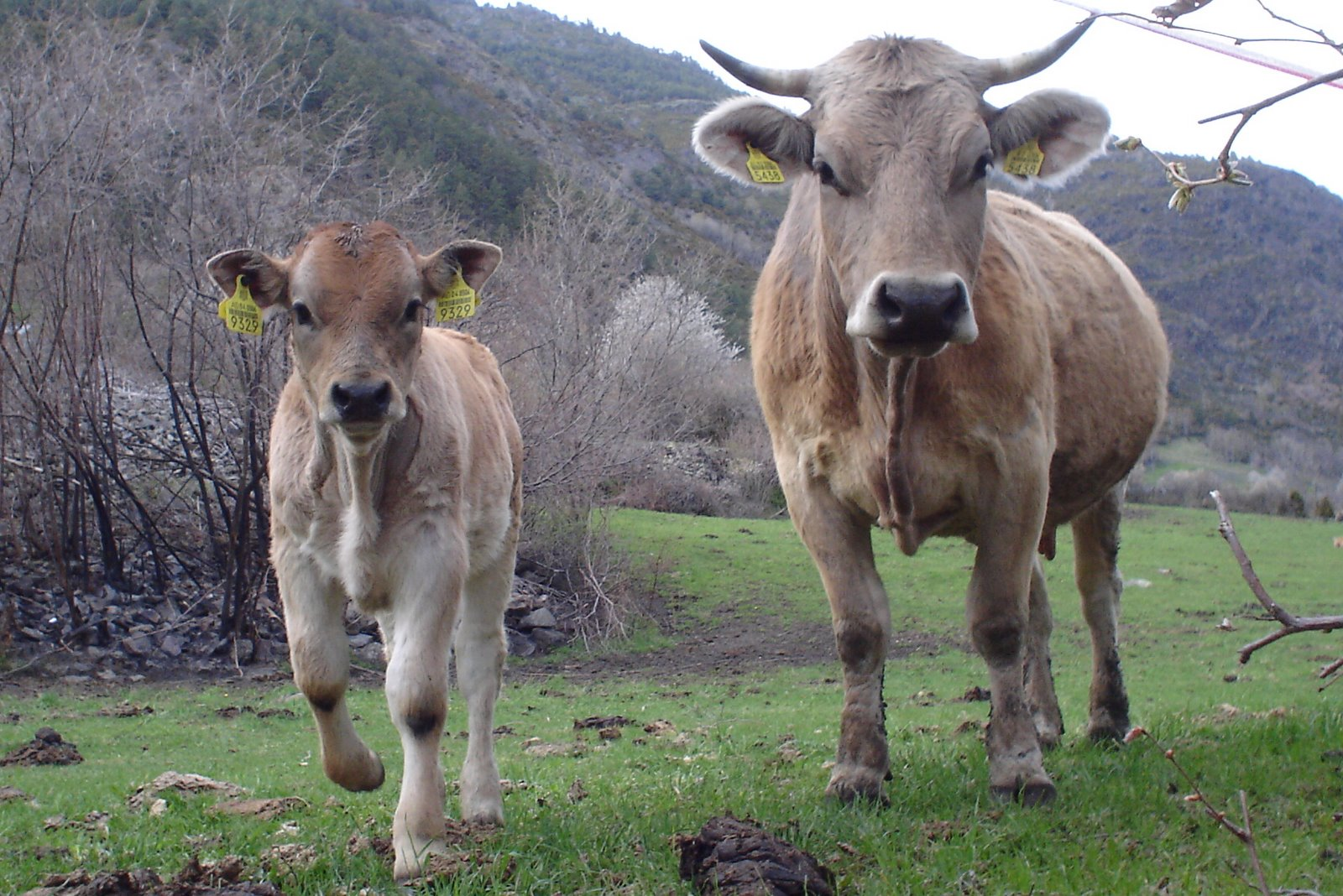
عجل مع أمه في أندورا